# Чук (Сондрио)
Чук је насеље у Италији у округу Сондрио, региону Ломбардија.
Према процени из 2011. у насељу је живело 13 становника. Насеље се налази на надморској висини од 1637 м.